# Аксаков, Константин Сергеевич
Константи́н Серге́евич Акса́ков (29 марта [10 апреля] 1817, с. Аксаково, Оренбургская губерния — 7 [19] декабря 1860, о. Занте, Греция) — русский публицист, поэт, литературный критик, историк и лингвист, глава русских славянофилов и идеолог славянофильства; старший сын Сергея Тимофеевича Аксакова и Ольги Сёменовны Заплатиной, дочери суворовского генерала и пленной турчанки Игель-Сюмь.

## Биография
Родился 29 марта (10 апреля) 1817 года в селе Знаменское-Аксаково Бугурусланского уезда Оренбургской губернии, где провёл первые девять лет своей жизни. В 1826 году семья переехала в Москву. В начале 1830-х годов воспитывался в пансионе М. П. Погодина. По воспоминаниям Д. А. Милютина, «уже в то время в 1831 году выдавался своими дарованиями, любознательностью и серьезными занятиями». В 1832 году в возрасте 15 лет стал студентом словесного отделения Московского университета, на котором преподавали профессора Павлов, Надеждин, Победоносцев. Окончил университет в 1835 году со степенью кандидата.
В мемуарах, посвящённых учёбе в университете, Аксаков отмечал, что студенты его эпохи мало почерпнули из университетских лекций, но много — «из университетской жизни»: «В наше время профессорское слово было часто бедно, но студенческая жизнь и умственная деятельность, неразрывно с нею связанная, не были подавлены форменностью и приносили добрые плоды. В последующее время со стороны профессоров слово, быть может, стало вообще учёнее и умнее, но зато студенческая жизнь и весь университет подчинились влиянию форменности».
Обучаясь в университете, вместе с Белинским и Бодянским, стал участником кружка Станкевича. В это время он увлекался немецкой классической философией (прежде всего, Гегеля), влияние которой ещё долго ощущалось в его работах, даже в магистерской работе 1846 года. В 1837 году, в связи с отъездом Н. В. Станкевича за границу, кружок распался и Аксаков сблизился с группой славянофилов: А. С. Хомяковым, И. В. Киреевским, Ю. Ф. Самариным. В 1838 году побывал за границей, откуда вернулся через пять месяцев.
Ранние стихи К. С. Аксакова появились в 1832 году; они печатались на страницах «Телескопа», «Молвы», «Московского наблюдателя», «Отечественных записок», — часто под псевдонимом К. Еврипидин; переводил Ф. Шиллера, И. В. Гёте и других. Широкую известность приобрело не опубликованное при жизни Аксакова стихотворение «Мой Марихен так уж мал, так уж мал» (1836), с некоторыми изменениями положенное на музыку П. И. Чайковским (1881).   За стихотворениями последовали драматические произведения — плоды досуга молодого учёного: драма «Освобождение Москвы в 1612 году», комедия «Князь Луповицкий», водевиль «Почтовая карета», драматическая пародия «Олег под Константинополем». В 1842 году К. С. Аксаков выступил на критическое поприще статьёй, напечатанной отдельной брошюрой: «Несколько слов о поэме Гоголя: Похождения Чичикова или мертвые души». В № 9 журнала «Москвитянин» он ответил на разбор этой работы, сделанный Белинским. В «Московском сборнике» 1846 года были помещены его три критические статьи (за подписью Имрек): О сборнике гр. Соллогуба «Вчера и сегодня»; О книге проф. Никитенко «Опыт истории рус. литер.»; «О петербургском сборнике» Некрасова. И в последующих выпусках этого сборника (в 1847 и в 1852) он продолжал помещать свои литературно-исторические статьи. В числе исторических статей особенно выдаются рецензии Аксакова на I, VI, VII и VIII тома «Истории России» Соловьёва, «О древнем быте славян вообще и русских в частности» (1852), «Краткий исторический очерк земских соборов», «О состоянии крестьян в древней России», «По поводу Белёвской Вивлиофики, изданной Н. А. Елагиным» и др.
В 1846 году было напечатано его исследование «Ломоносов в истории русской литературы и русского языка», принёсшее ему степень магистра русской словесности (1847). Диссертация была готова гораздо раньше, но цензура потребовала внести ряд изменений и перепечатать книгу. После защиты магистерской диссертации Аксаков предполагал приступить к преподавательской работе, но в Московском университете вакансий не оказалось, и Аксаков посвятил себя литературному творчеству и публицистике. Он сотрудничал в журналах «Москвитянин», а также «Русская беседа», где был одним из наиболее деятельных сотрудников.
В 1848 году написал письмо Николаю I с призывом покончить с западничеством, что многими было расценено как «непозволительный поступок» и «донос». В либеральных и демократических кругах был подвергнут обструкции и прозван «доносчиком».
В 1855 году написал мемуары «Воспоминания студенчества 1832—1835 годов» (опубликованы с купюрами в 1862 году).
В 1856 году направил императору Александру II «Записку о внутреннем состоянии России», в которой осуждал «внутренние язвы» России: крепостное право, взяточничество, «иго государства над землёю»; выступал за созыв представительского учреждения — Земского собора, за свободу слова, мнений.
В 1857 году (с апреля по декабрь) был редактором-издателем славянофильской газеты «Молва». Вышло 38 номеров, после чего газета была закрыта.
По предложению М. А. Максимовича 10 ноября 1858 года был избран действительным членом Общества любителей Российской словесности.
Смерть отца (1859) губительно повлияла на его здоровье: лёгочная чахотка унесла его жизнь на ионическом острове Занте (Закинф) 7 декабря 1860 года. Был похоронен в московском Симоновом монастыре.
Полное собрание сочинений, начатое в Москве И. С. Аксаковым осталось незаконченным; вышли только три тома: первый том, в который вошли 27 статей по русской истории, из которых большинство при жизни автора не были напечатаны, появился в 1861 году, второй — в 1875 году и, наконец, третий — в 1880 году. 2-й и 3-й тома включали филологические сочинения, причём весь третий том был посвящён «Опыту русской грамматики». В 1909 году были изданы отдельным сборником его «Стихотворения».

## Взгляды на Россию

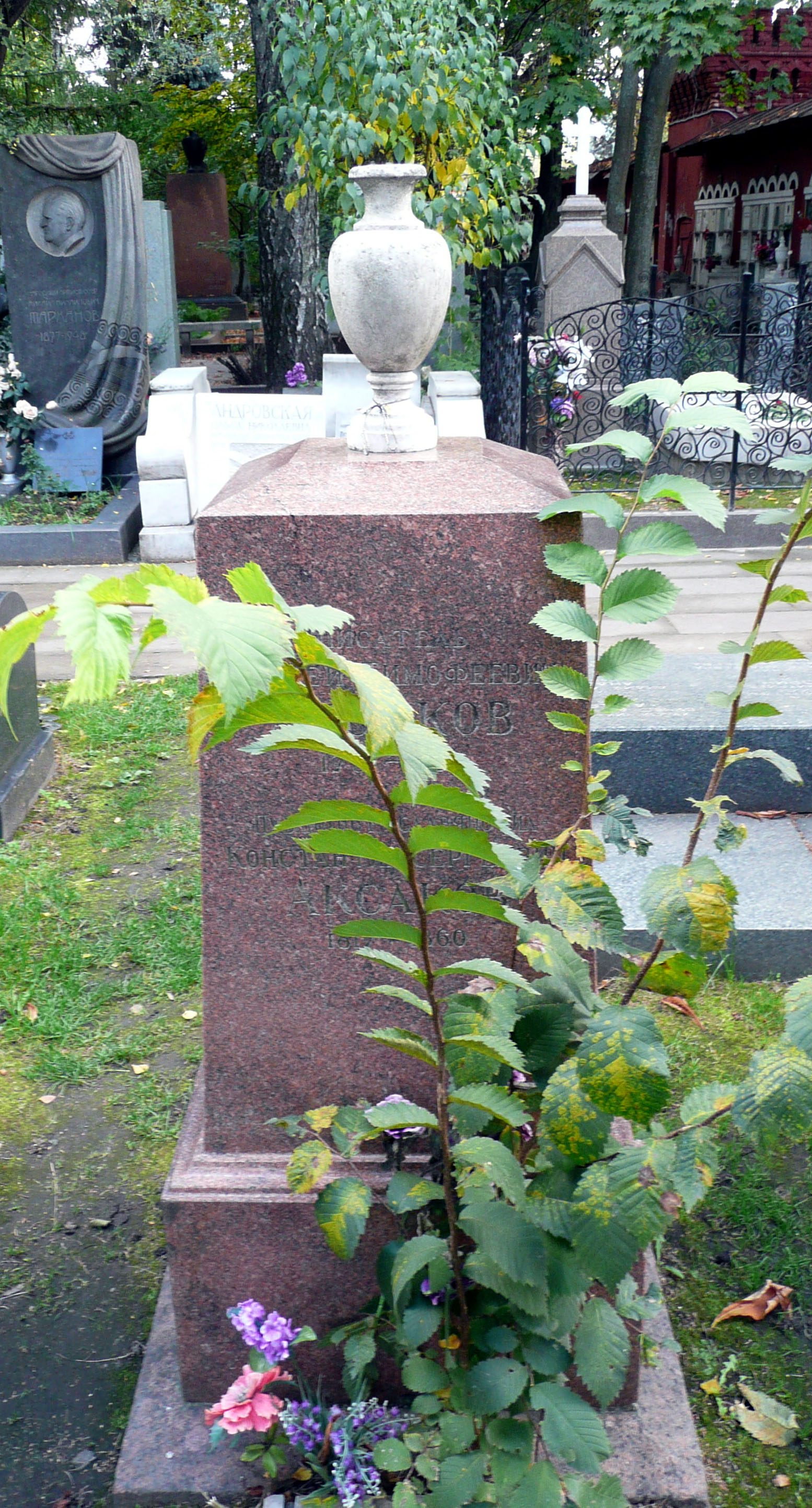
Могила С. Т. Аксакова и его сына Константина соседствует на Новодевичьем кладбище с могилой Гоголя. Прах писателей был перенесён в советское время из разорённого Симонова монастыря.

В работе «О внутреннем состоянии России» (1855) Аксаков утверждал, что русские — это «негосударственный народ», в смысле: не ищущий участия в управлении, а потому чуждый революционного и конституционного начала; основу быта русского народа ещё до принятия христианства составляли общины, государственный элемент появился позже как результат чуждого влияния. Аксаков решительно противопоставляет государственное (государево) общественному (земскому), под последним понимая духовно-нравственную деятельность, тогда как государство «по преимуществу дело военное», смысл которого в «защите и охранении жизни народа». Русское государство по сути есть монархия, ибо строжайшая дисциплина и единоначалие в военном деле уравновешиваются независимостью совести и мысли в деле общественном; народ и власть сосуществовали как «отдельные, но дружественные союзные силы». Однако эта гармония государства и земли была нарушена Петром I, при котором правительство обособилось от народа; помещики оказались оторванными от «народа» и противопоставленными ему, возник конфликт между ними и крестьянами; государство начало вмешиваться в дела земли, из служителя народа оно превратилось в идол, требующий беспрекословного подчинения во всём. Так в России появились «внутренние язвы»: раскол, крепостное состояние и взяточничество.
В работе «О русском воззрении» (1856) он различает общечеловеческое и национальное, провозглашая свою приверженность идеям славянофилов. «Деятельность народа, — писал Аксаков, — как деятельность человека, должна быть самостоятельна». Здесь он решительно критикует попытки отождествления европейского с общечеловеческим, которая выражается в моде в одежде, языке и литературе. Суть этой моды в рабском заимствовании.
В его литературно-критических статьях 1840-х годов проявились его славянофильские взгляды. Он выступил против «оторванности от русской земли» Ф. М. Достоевского и писателей натуральной школы; отрицательно отзывался о поэзии И. С. Тургенева, в то же время положительно отметив его рассказ «Хорь и Калиныч». В брошюре «Несколько слов о поэме Гоголя: Похождения Чичикова, или Мёртвые души» (1842) он отметил воскрешение у Н. В. Гоголя древнего эпического миросозерцания. Считал, что принятие на Руси православия (по его мнению, единственно истинной формы христианства) положило непереходимую черту между Россией и католическим Западом; указывал, что историческая роль («богоизбранность») России заключается в сохранении православия для всего человечества.